# Milotski Breg
Milotski Breg is een plaats in de gemeente Gračišće in de Kroatische provincie Istrië. De plaats telt 113 inwoners (2001).